# Goniasteridae
De Goniasteridae zijn een familie van zeesterren uit de orde van de Valvatida.

## Geslachten
onderfamilie Hippasterinae Verrill, 1899
- Evoplosoma Fisher, 1906
- Gilbertaster Fisher, 1906
- Hippasteria Gray, 1840
- Sthenaster Mah, Nizinski & Lundsten, 2010

onderfamilie Pentagonasterinae Perrier, 1884
- Akelbaster Mah, 2007
- Anchitosia Mah, 2007
- Eknomiaster H.E.S. Clark, 2001
- Pawsonaster Mah, 2007
- Pentagonaster Gray, 1840
- Ryukuaster Mah, 2007
- Toraster A.M. Clark, 1952
- Tosia Gray, 1840

onderfamilie Mediasterinae Verrill, 1899
- Mediaster Stimpson, 1857

onderfamilie Goniasterinae
- Goniaster L. Agassiz, 1836

niet in een onderfamilie geplaatst
- Anthenoides Perrier, 1881
- Apollonaster Halpern, 1970
- Astroceramus Fisher, 1906
- Astropatricia McKnight, 2006
- Astrothauma Fisher, 1913
- Atelorias Fisher, 1911
- Calliaster Gray, 1840
- Calliderma Gray, 1847
- Ceramaster Verrill, 1899
- Chitonaster Sladen, 1889
- Circeaster Koehler, 1909
- Cladaster Verrill, 1899
- Diplasiaster Halpern, 1970
- Enigmaster McKnight & H.E.S. Clark, 1996
- Eratosaster Mah, 2011
- Floriaster Downey, 1980
- Fromia Gray, 1840
- Gigantaster Döderlein, 1924
- Glyphodiscus Fisher, 1917
- Iconaster Sladen, 1889
- Johannaster Koehler, 1909
- Kermitaster H.E.S. Clark, 2001
- Lithosoma Fisher, 1911
- Litonotaster Verrill, 1899
- Lydiaster Koehler, 1909
- Mabahissaster Macan, 1938
- Mariaster A.H. Clark, 1916
- Milteliphaster Alcock, 1893
- Nectria Gray, 1840
- Neoferdina Livingstone, 1931
- Notioceramus Fisher, 1940
- Nymphaster Sladen, 1889
- Ogmaster von Martens, 1865
- Peltaster Verrill, 1899
- Pergamaster Koehler, 1920
- Pillsburiaster Halpern, 1970
- Plinthaster Verrill, 1899
- Pontioceramus Fisher, 1911
- Progoniaster Döderlein, 1924
- Pseudoceramaster Jangoux, 1981
- Pseudogoniodiscaster Livingstone, 1930
- Rosaster Perrier, 1894
- Sibogaster Döderlein, 1924
- Siraster H.L. Clark, 1915
- Sphaeriodiscus Fisher, 1910
- Stellaster Gray, 1840
- Stellasteropsis Dollfus, 1936
- Styphlaster H.L. Clark, 1938
- Tessellaster H.L. Clark, 1941

## Afbeeldingen

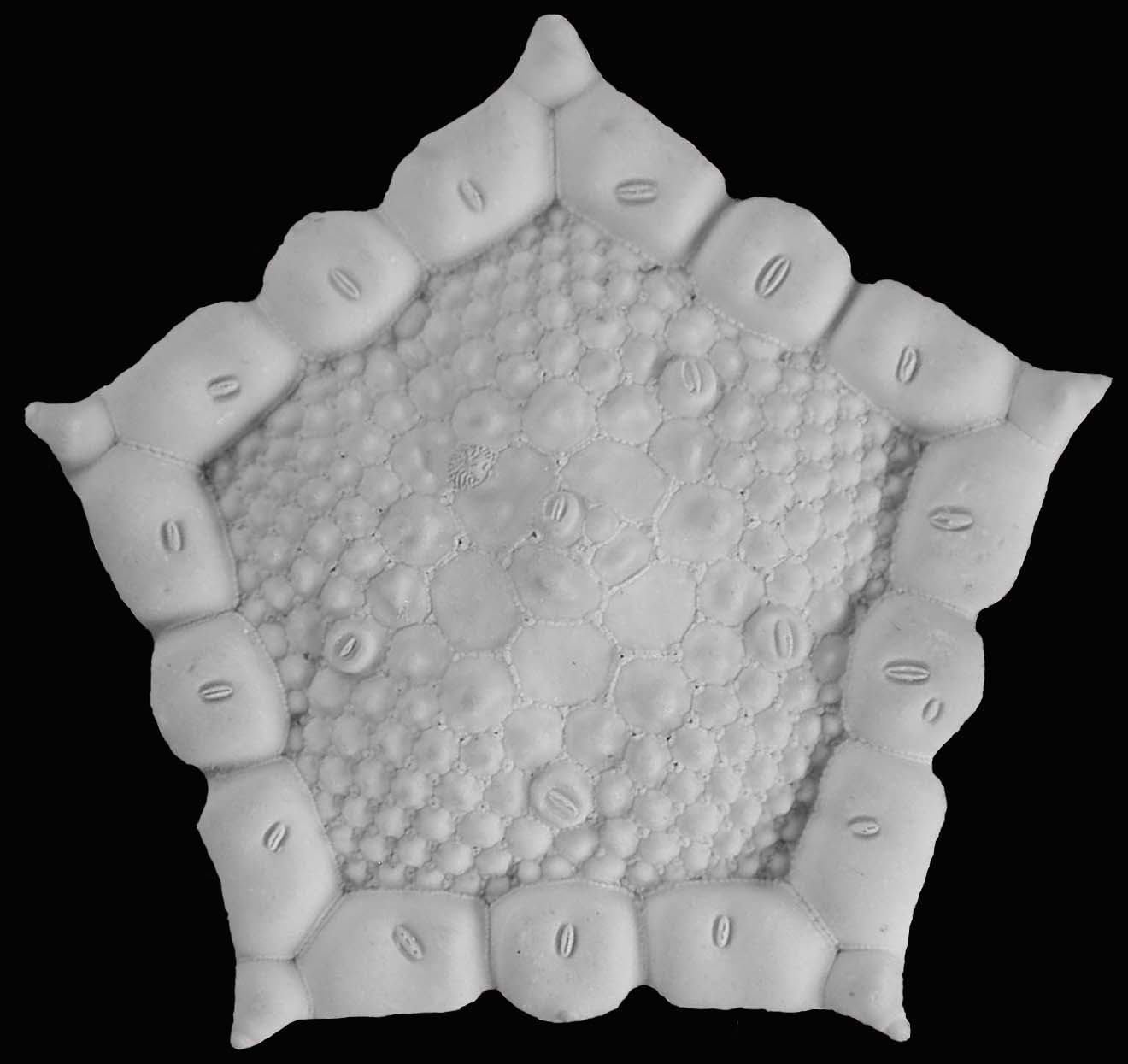
Akelbaster novaecaledoniae
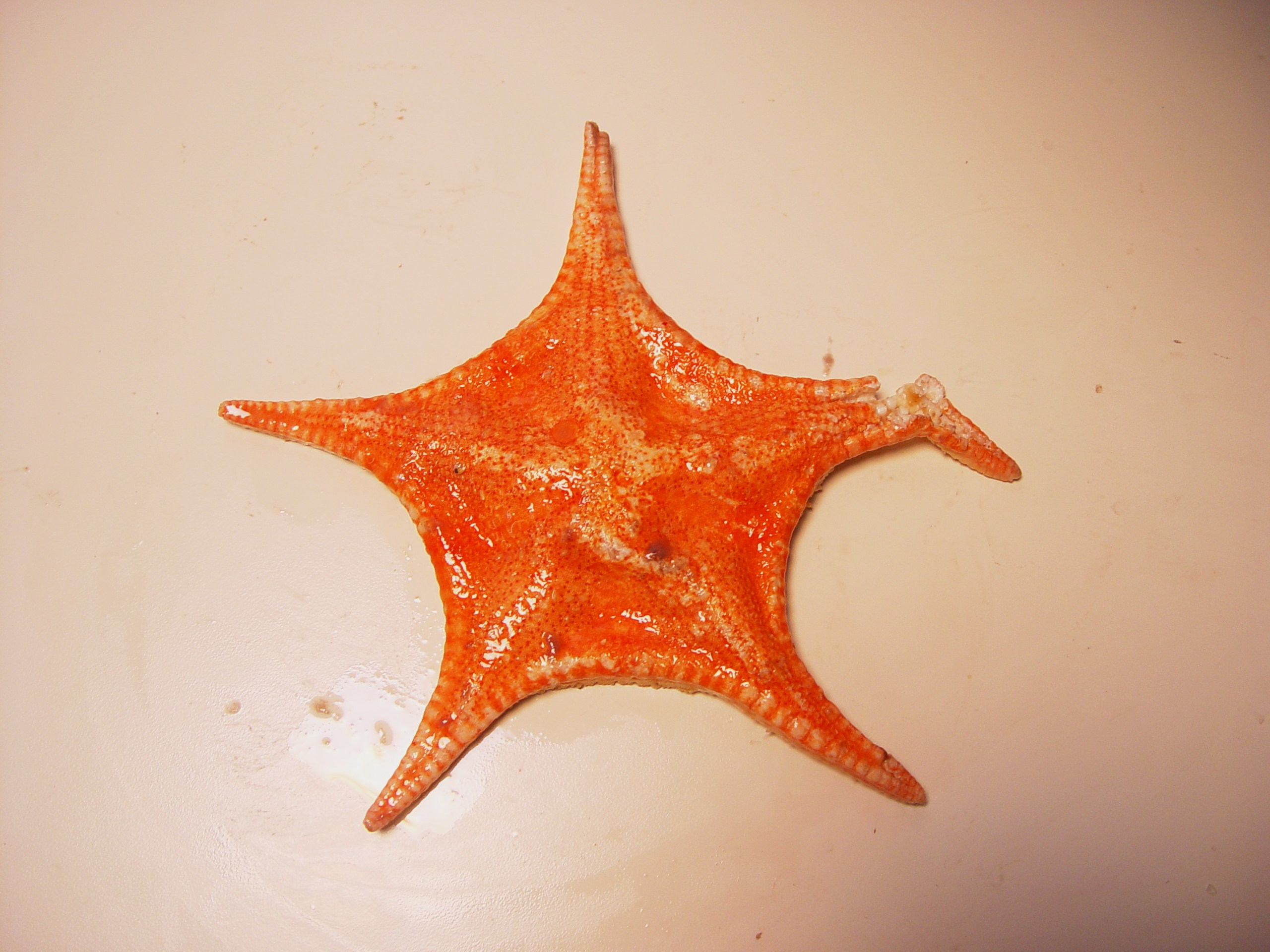
Anthenoides piercei
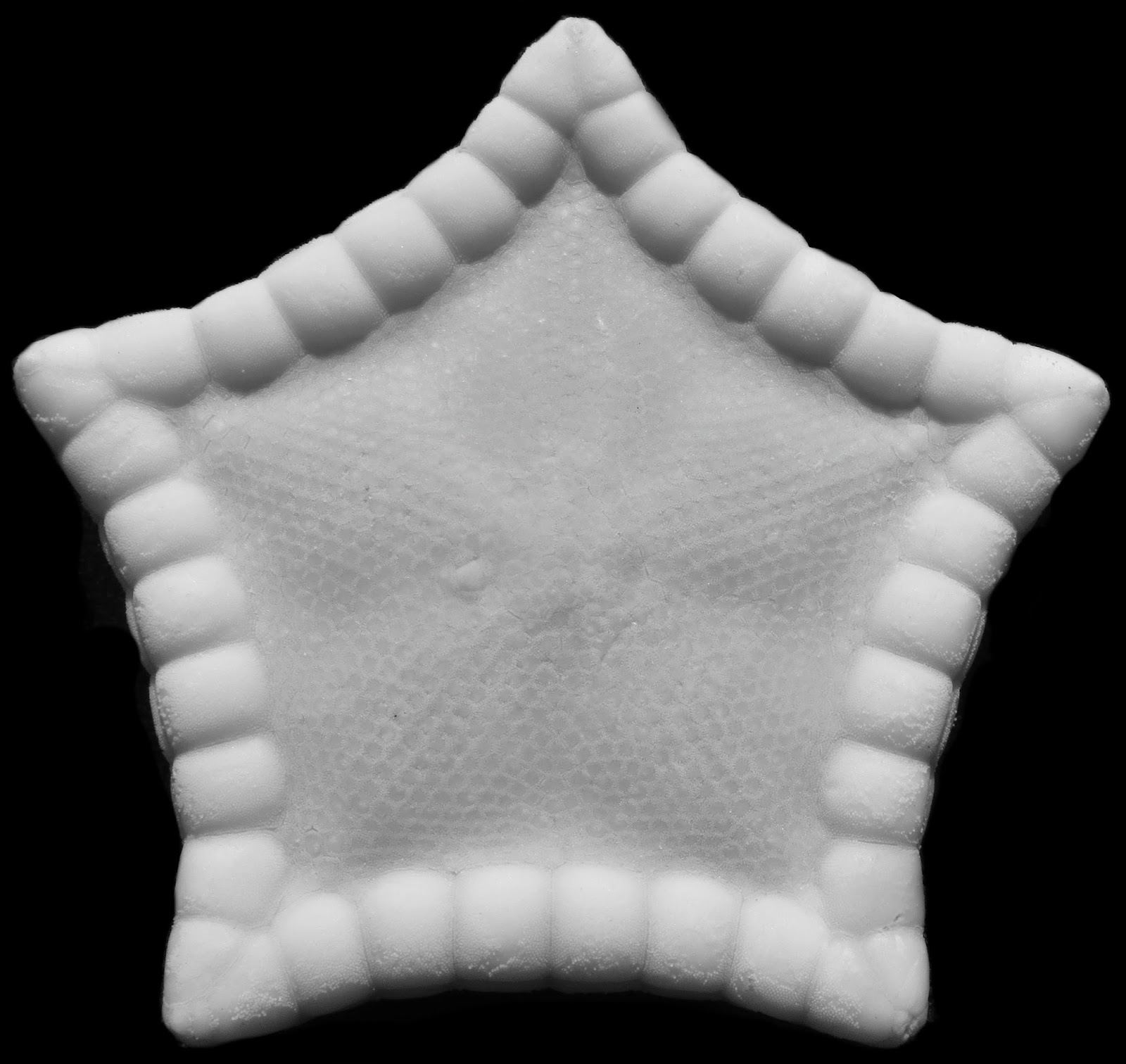
Apollonaster kelleyi
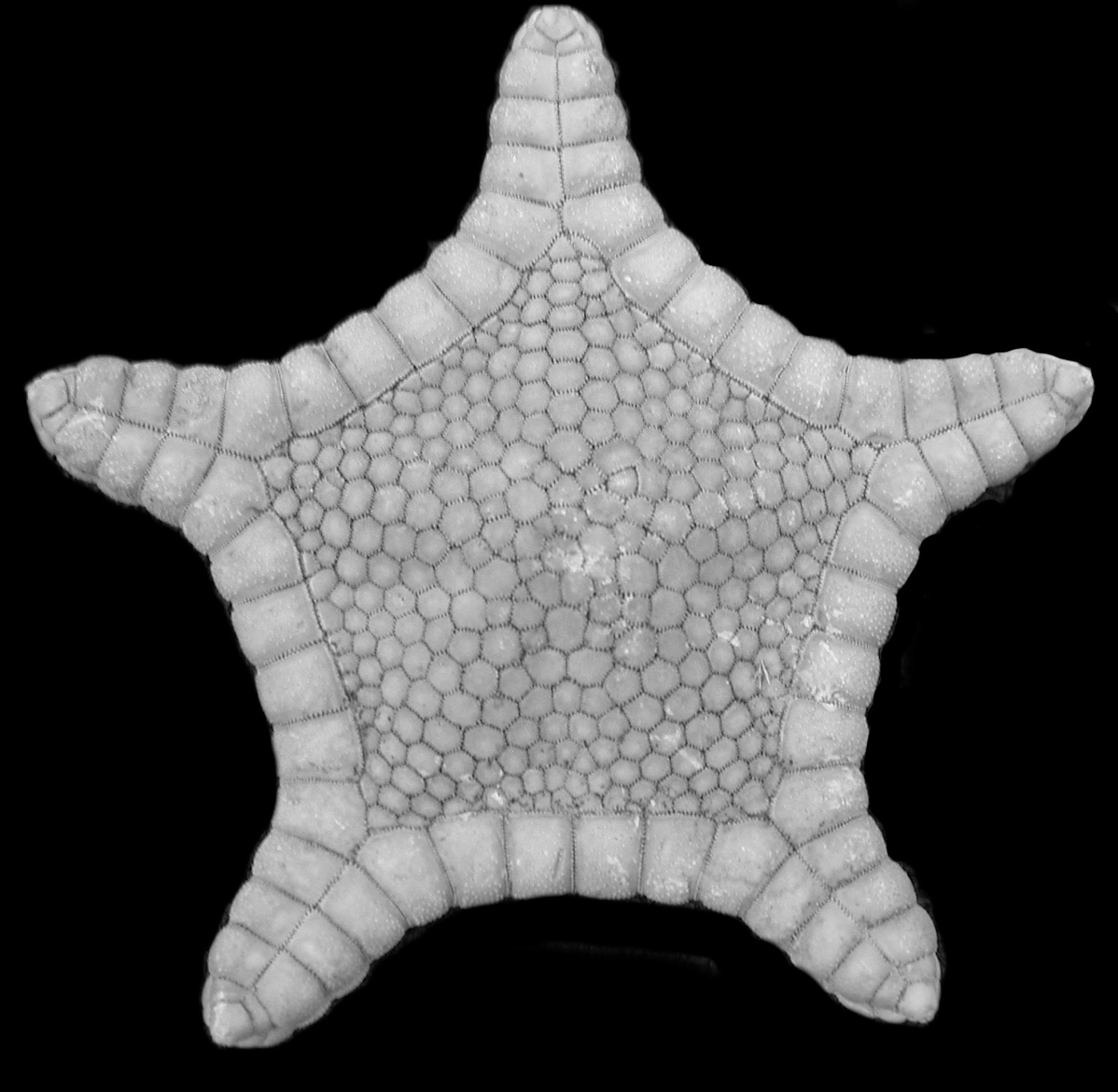
Astroceramus eldredgei
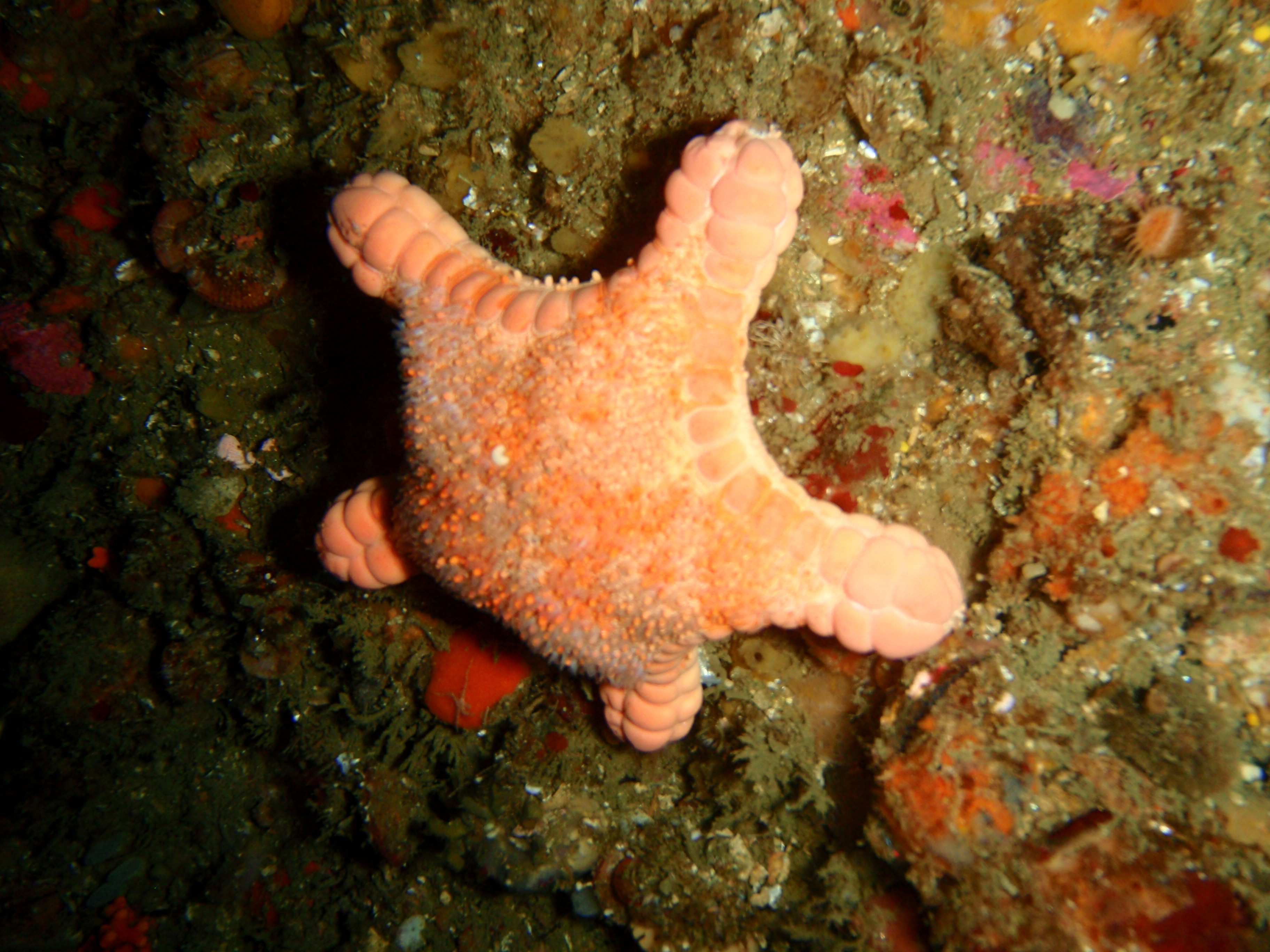
Calliaster baccatus
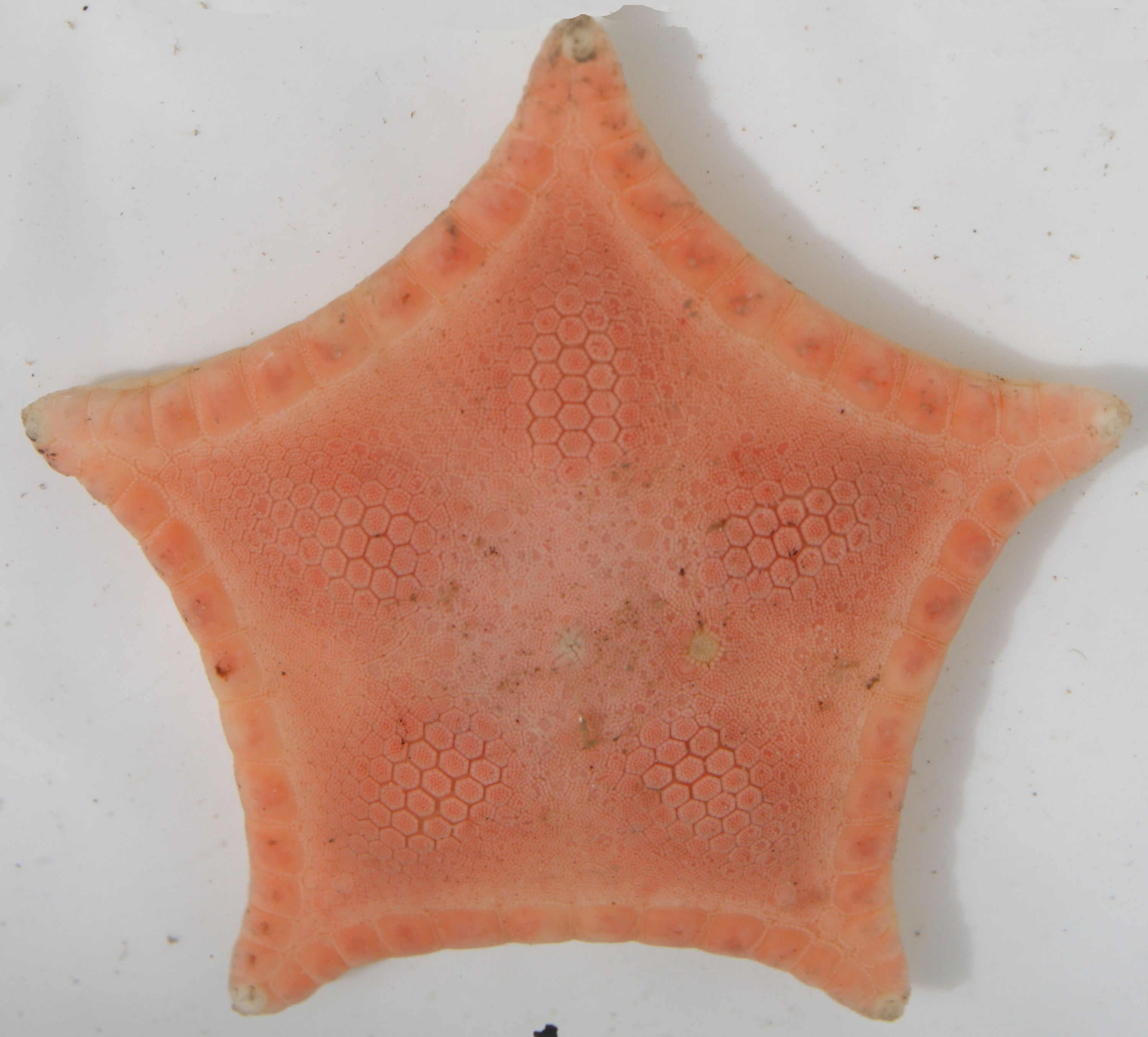
Ceramaster granularis
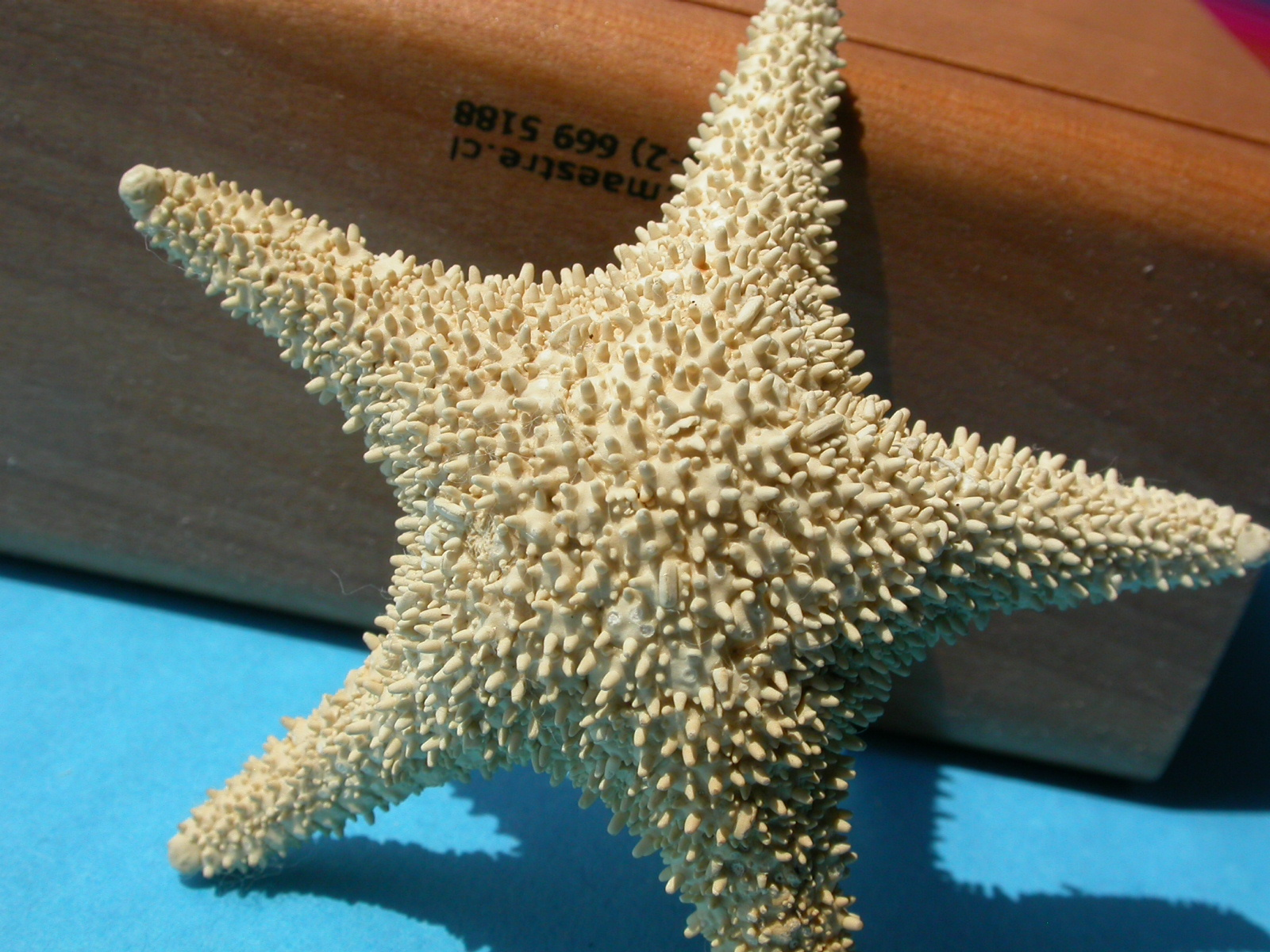
Chitonaster trangae
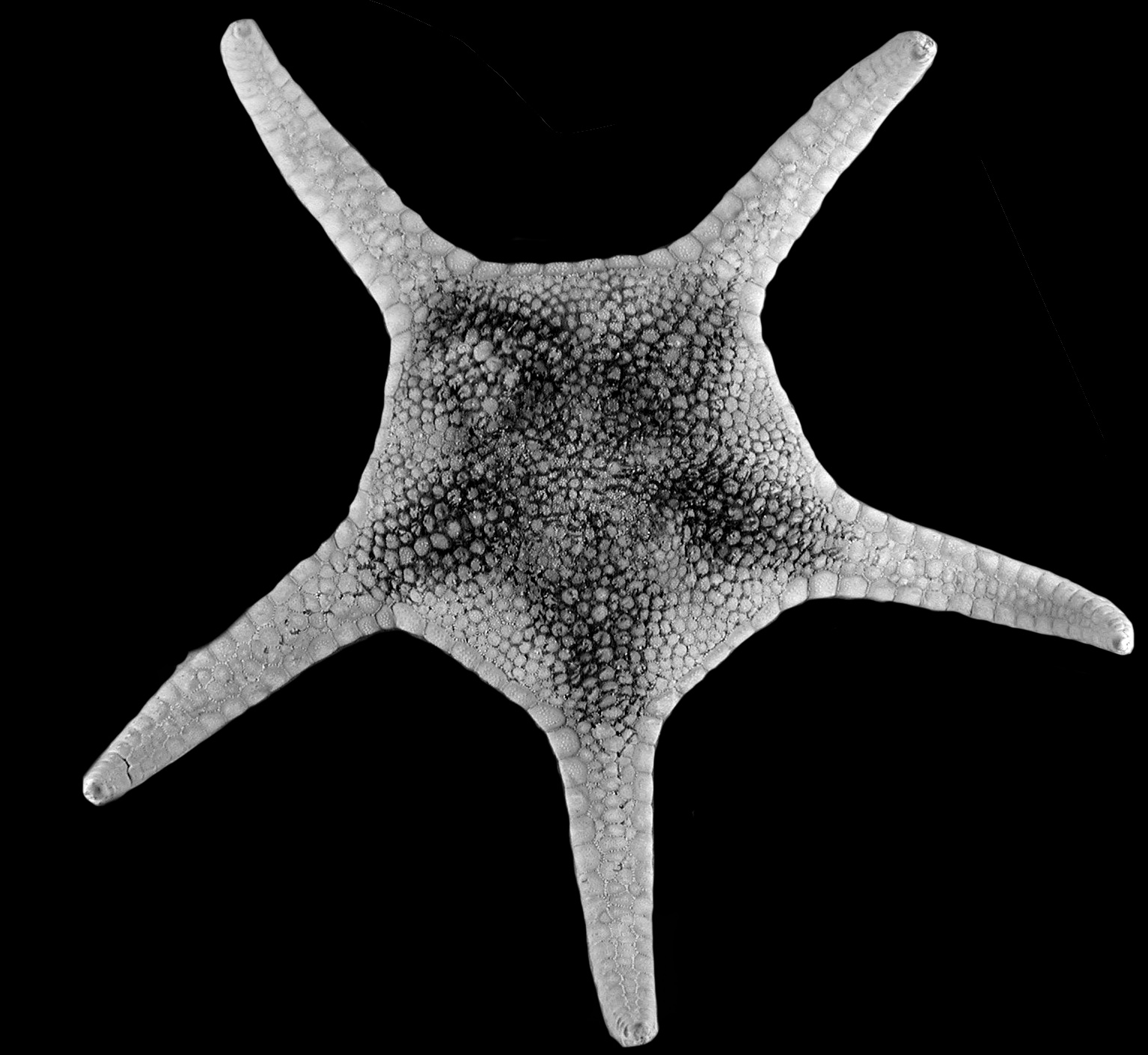
Circeaster sandrae
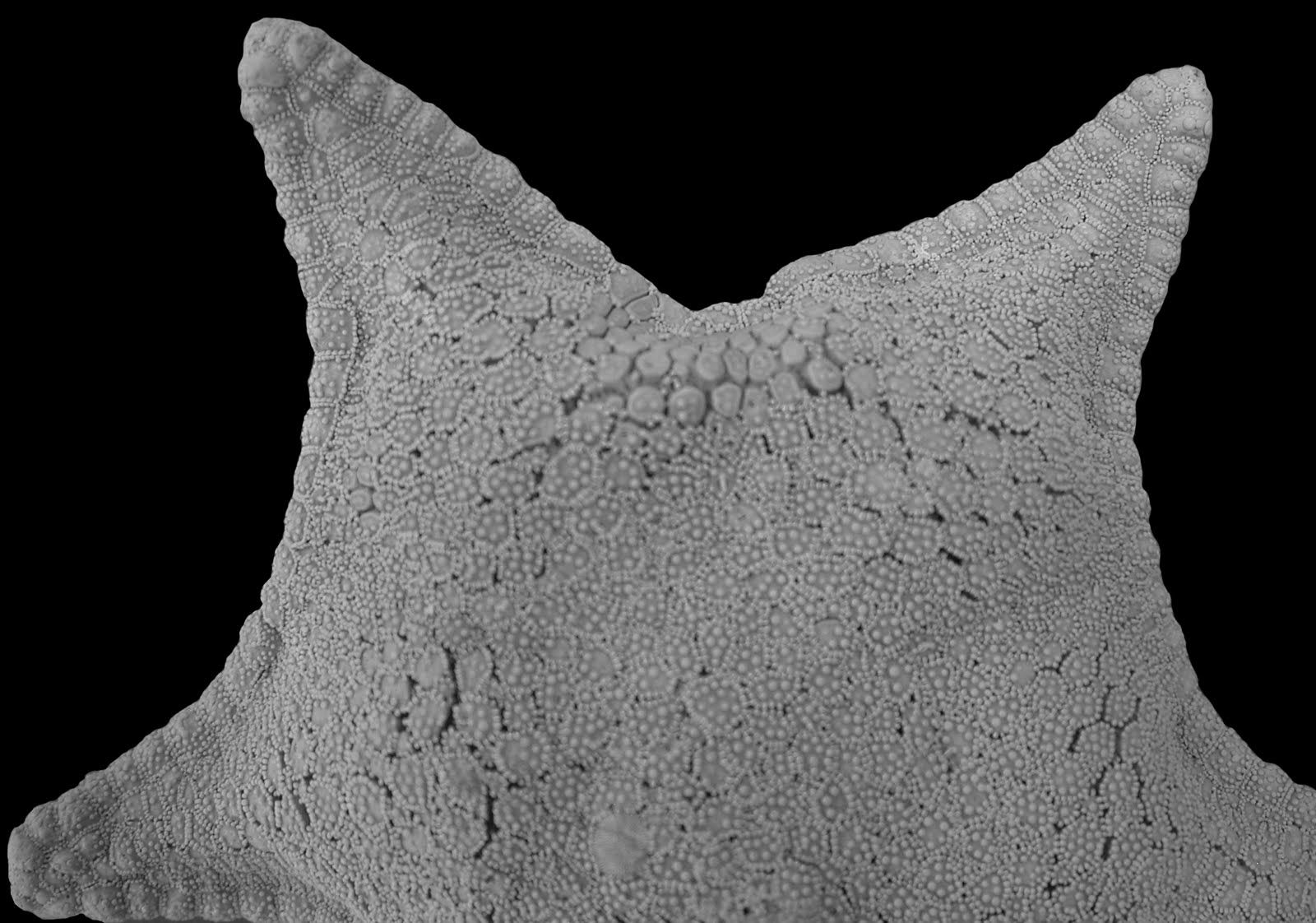
Cladaster analogus
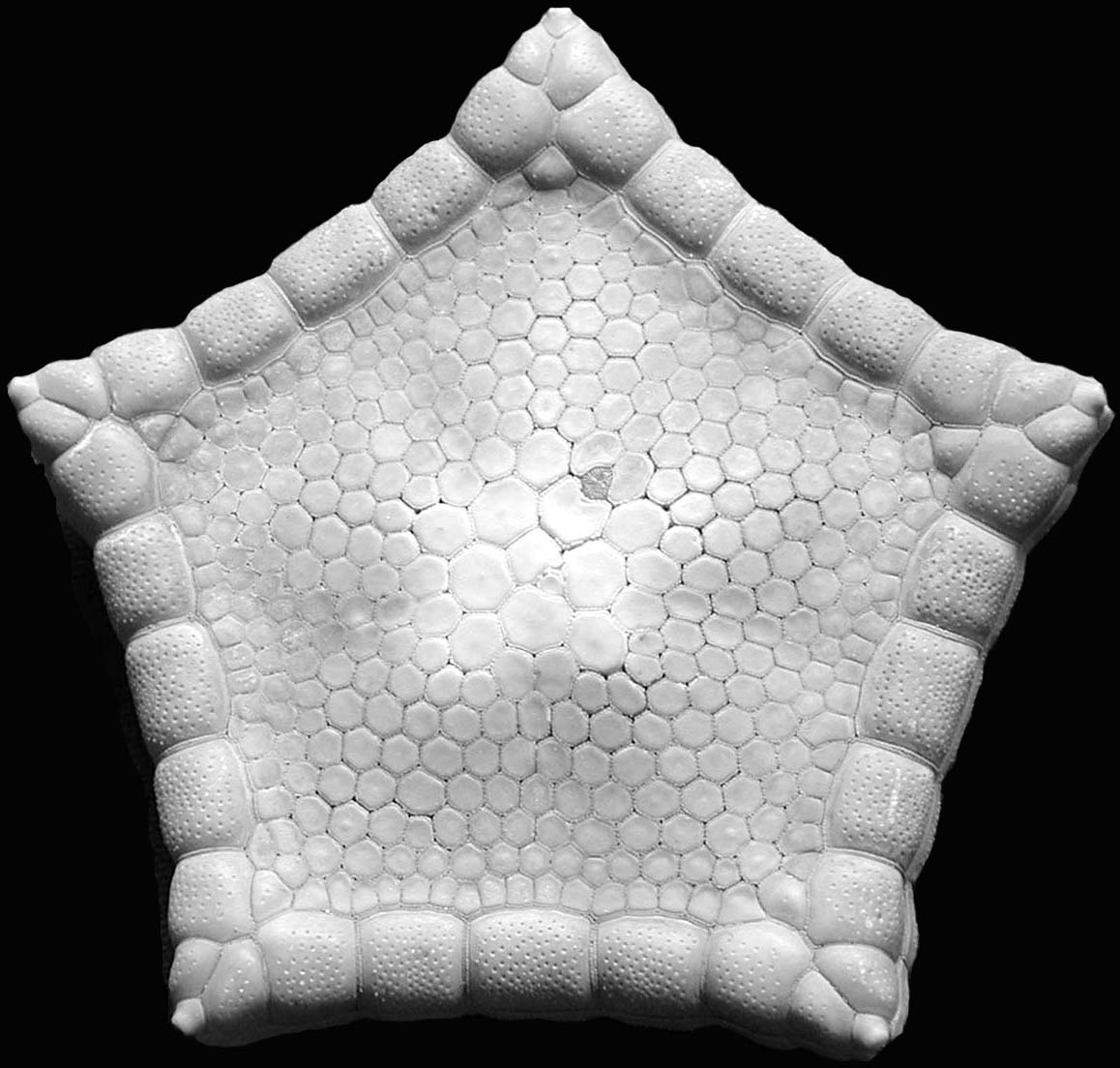
Eknomiaster beccae
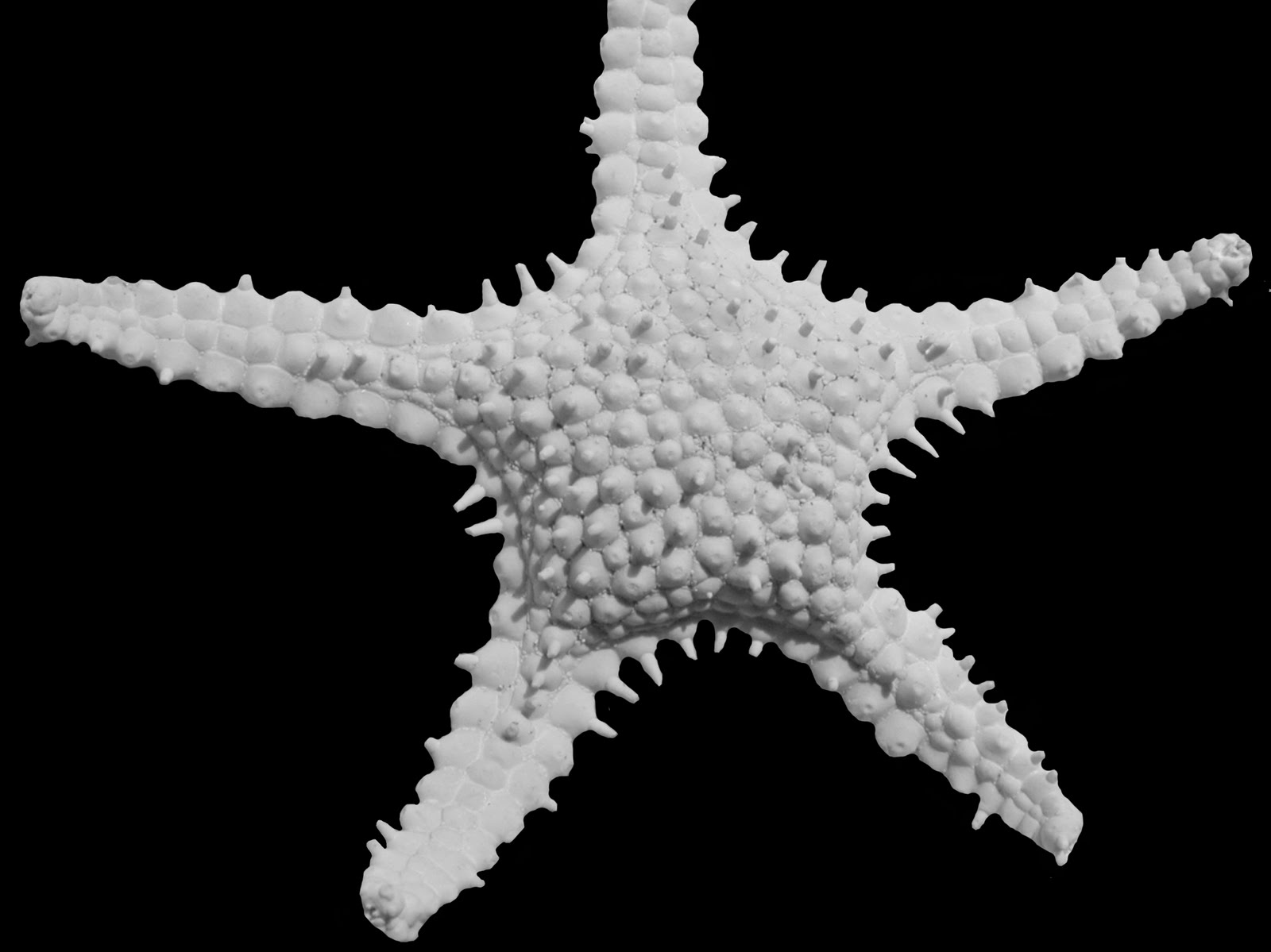
Eratosaster jenae
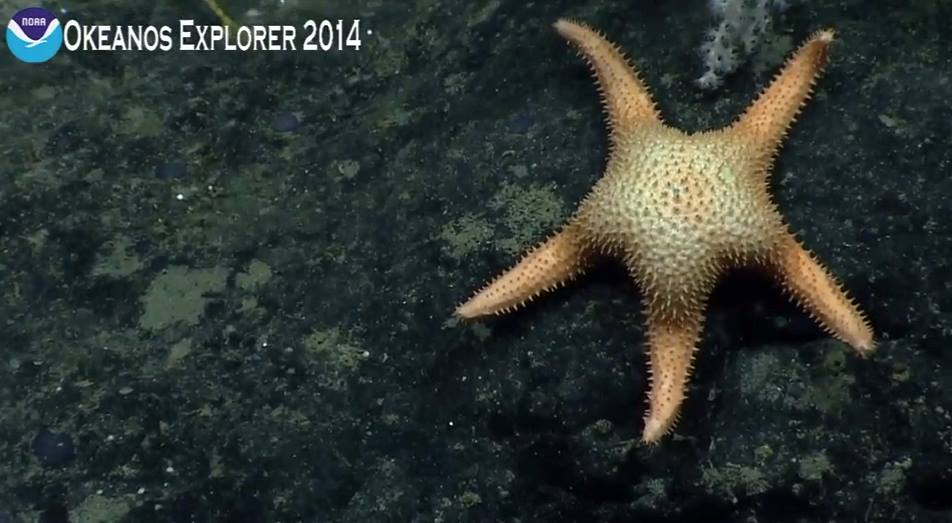
Evoplosoma sp.
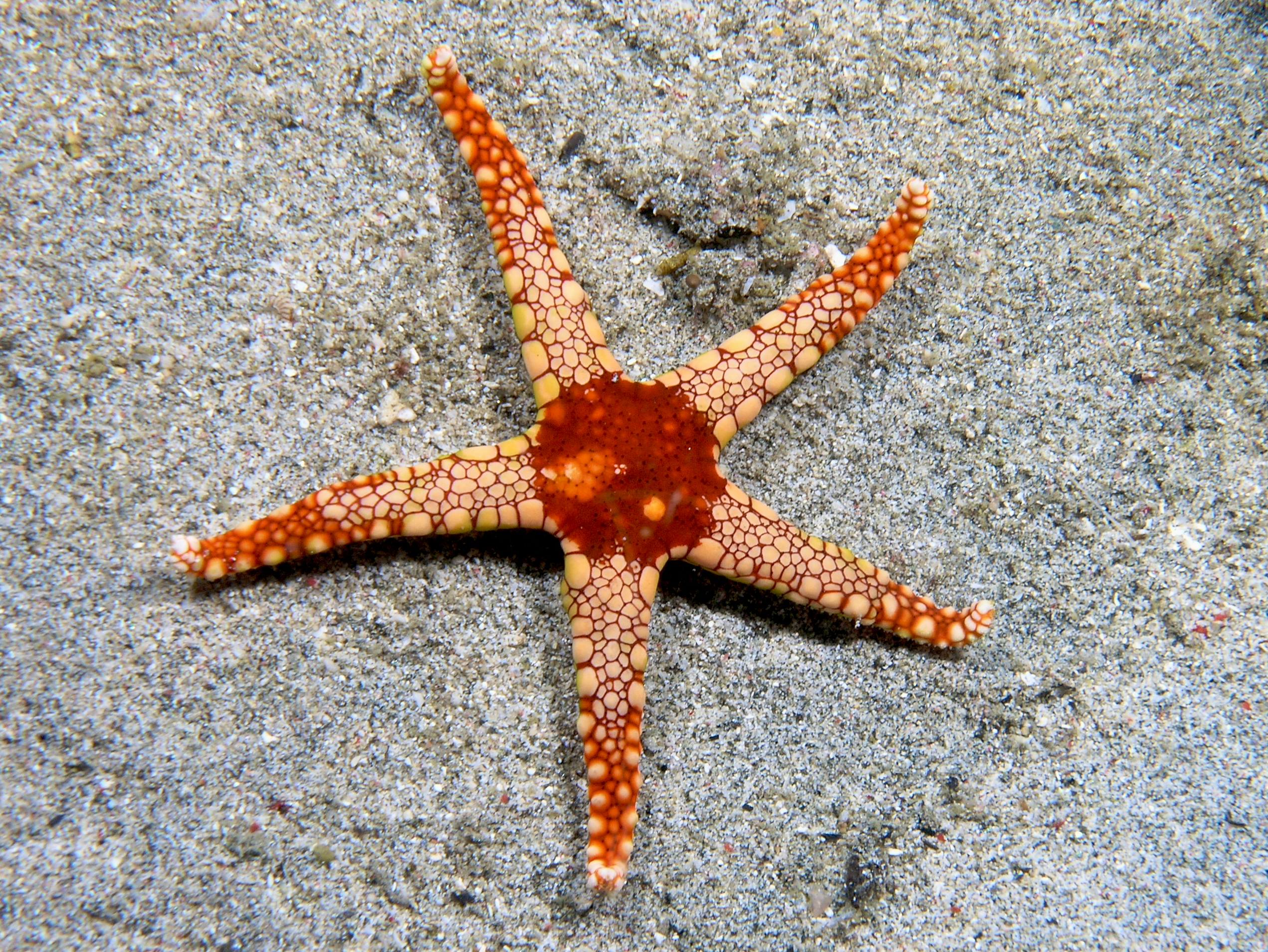
Fromia monilis
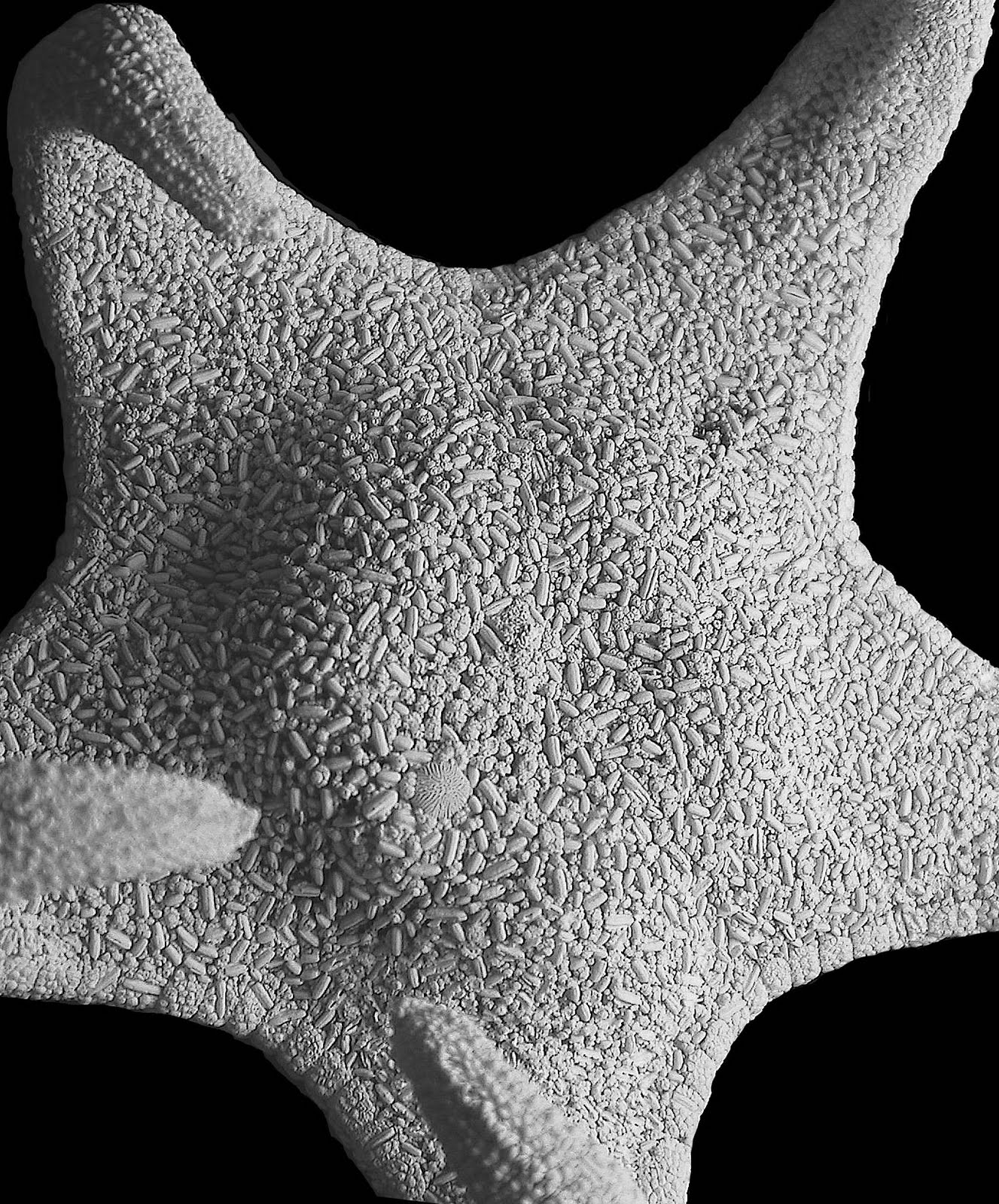
Gilbertaster caribaea
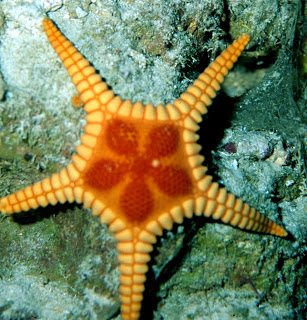
Glyphodiscus magnificus
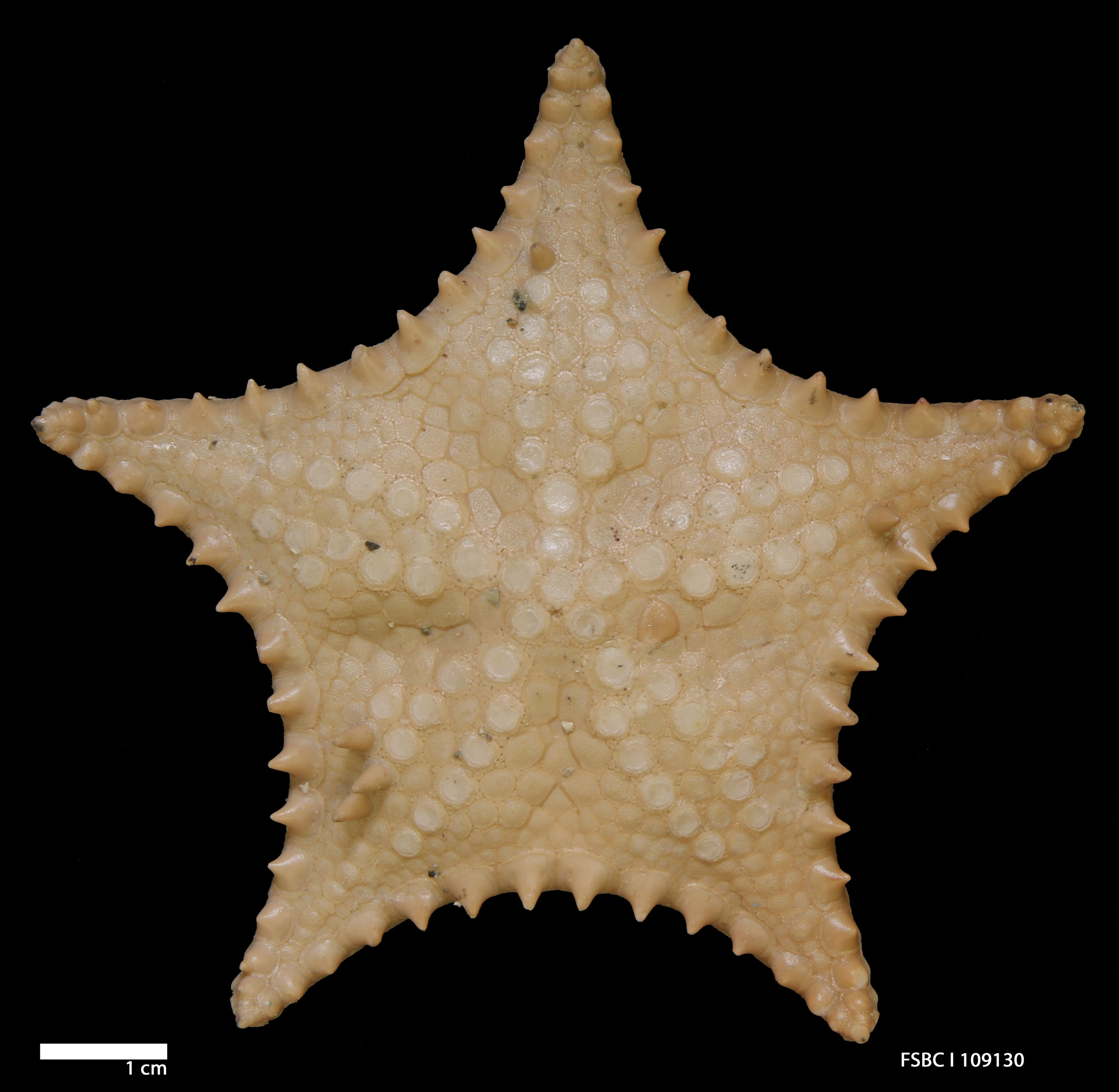
Goniaster tessellatus
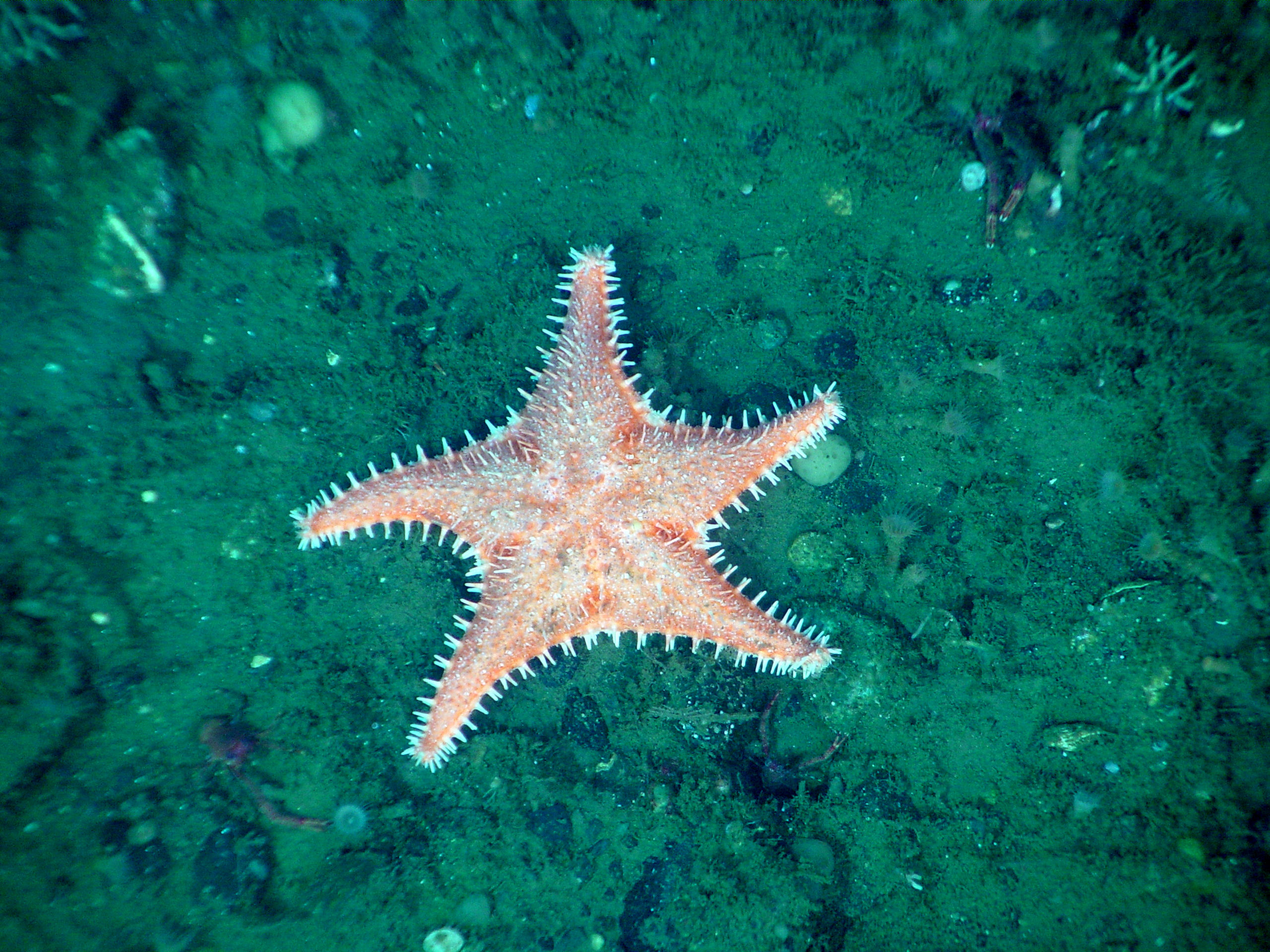
Hippasteria spinosa
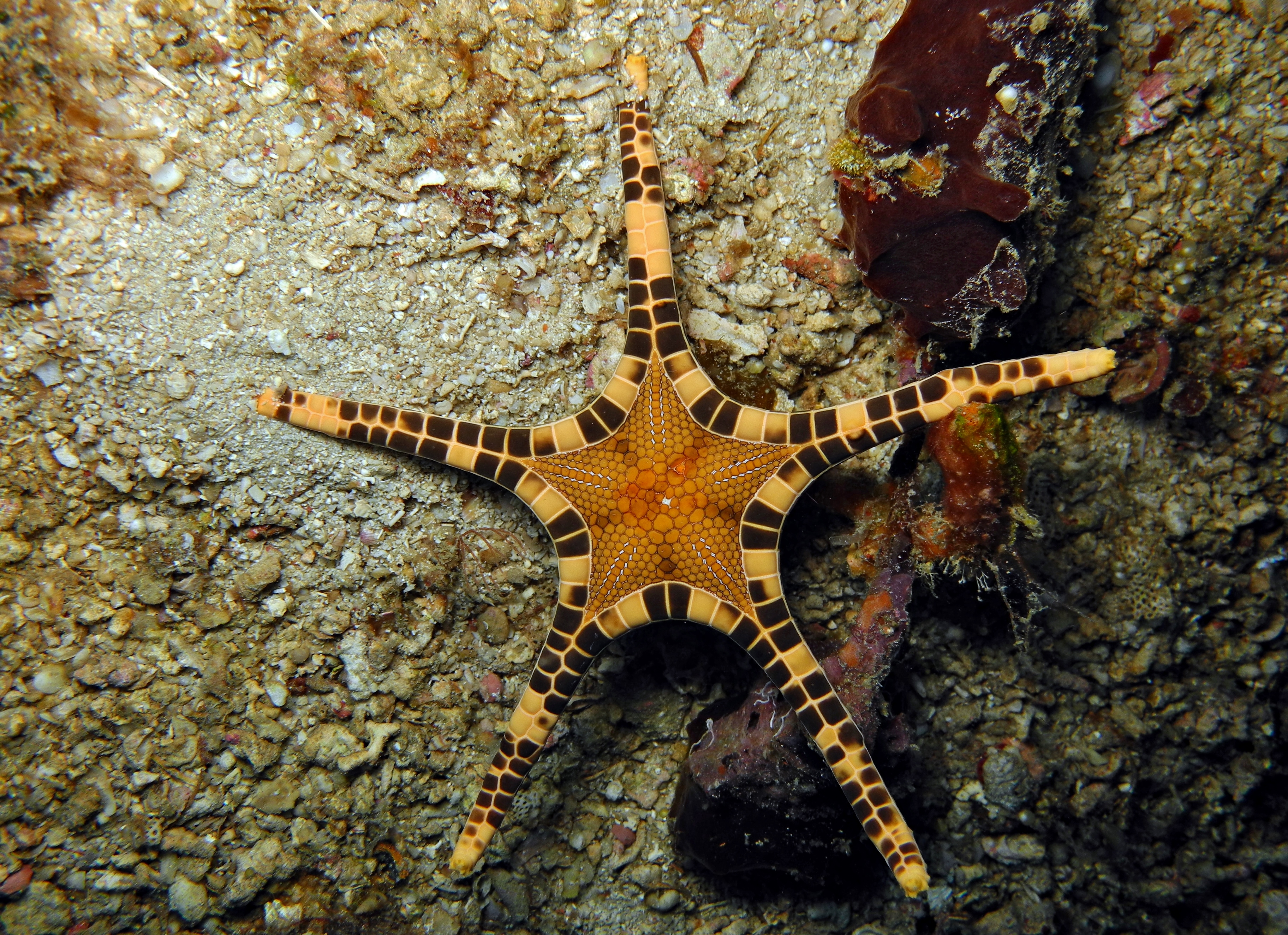
Iconaster longimanus
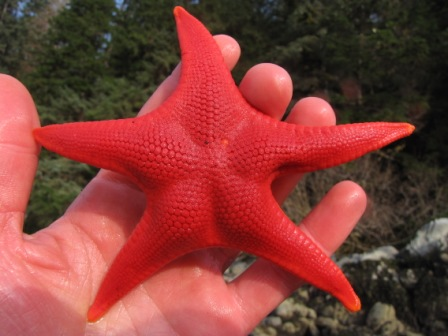
Mediaster aequalis
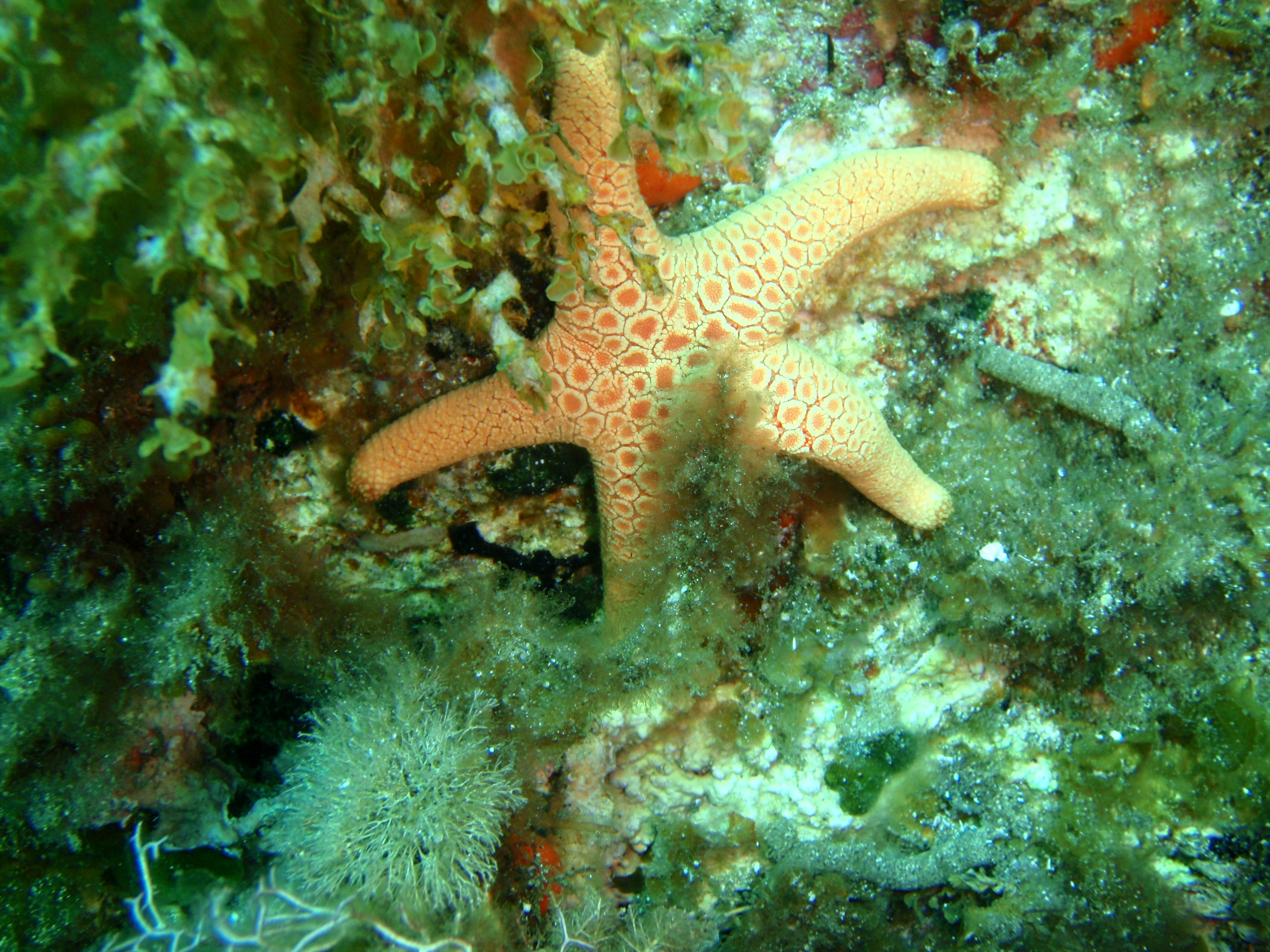
Nectria macrobrachia
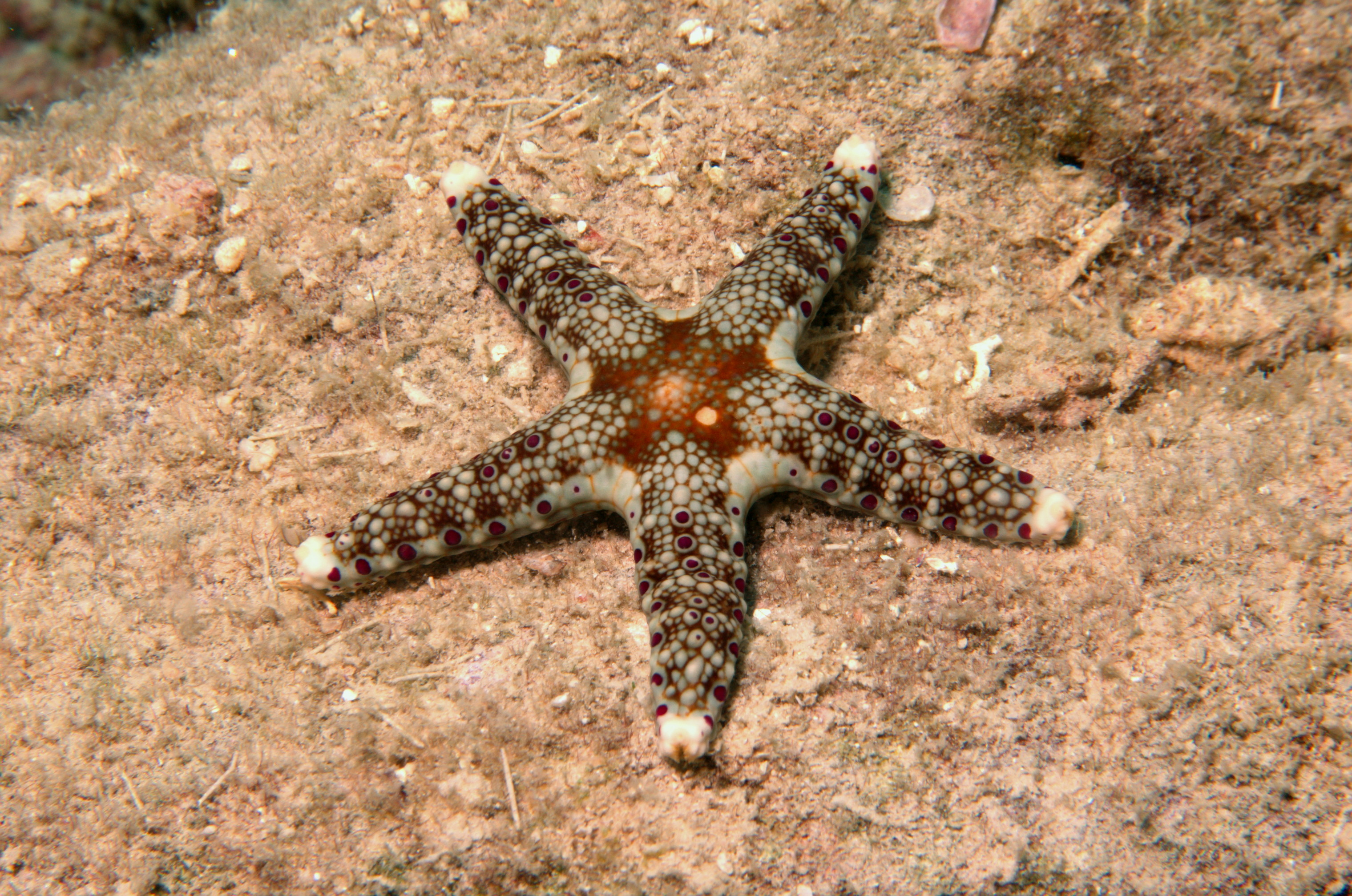
Neoferdina cumingi
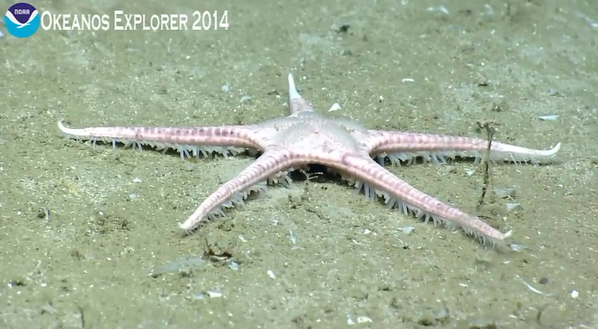
Nymphaster arenatus
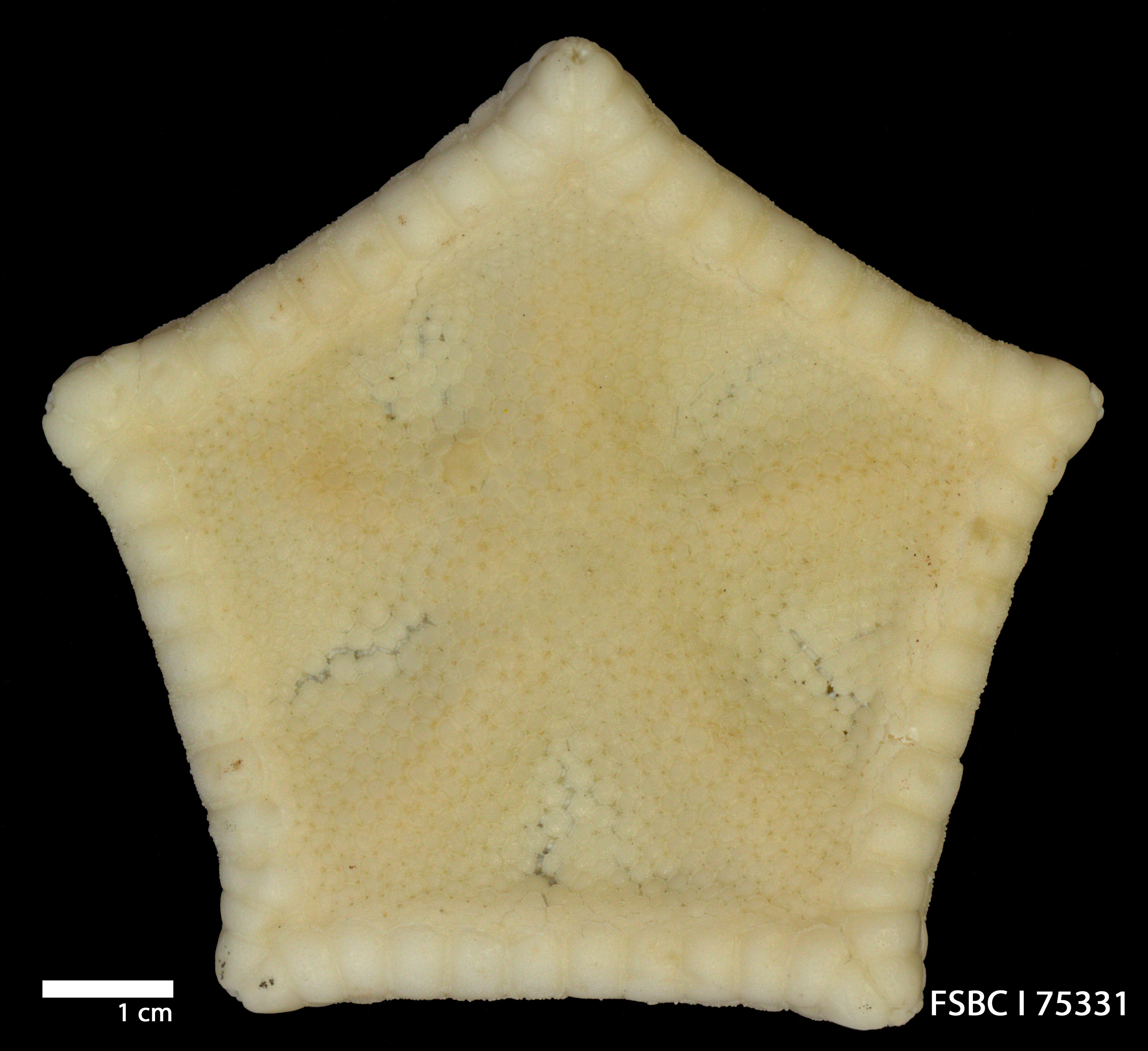
Peltaster placenta
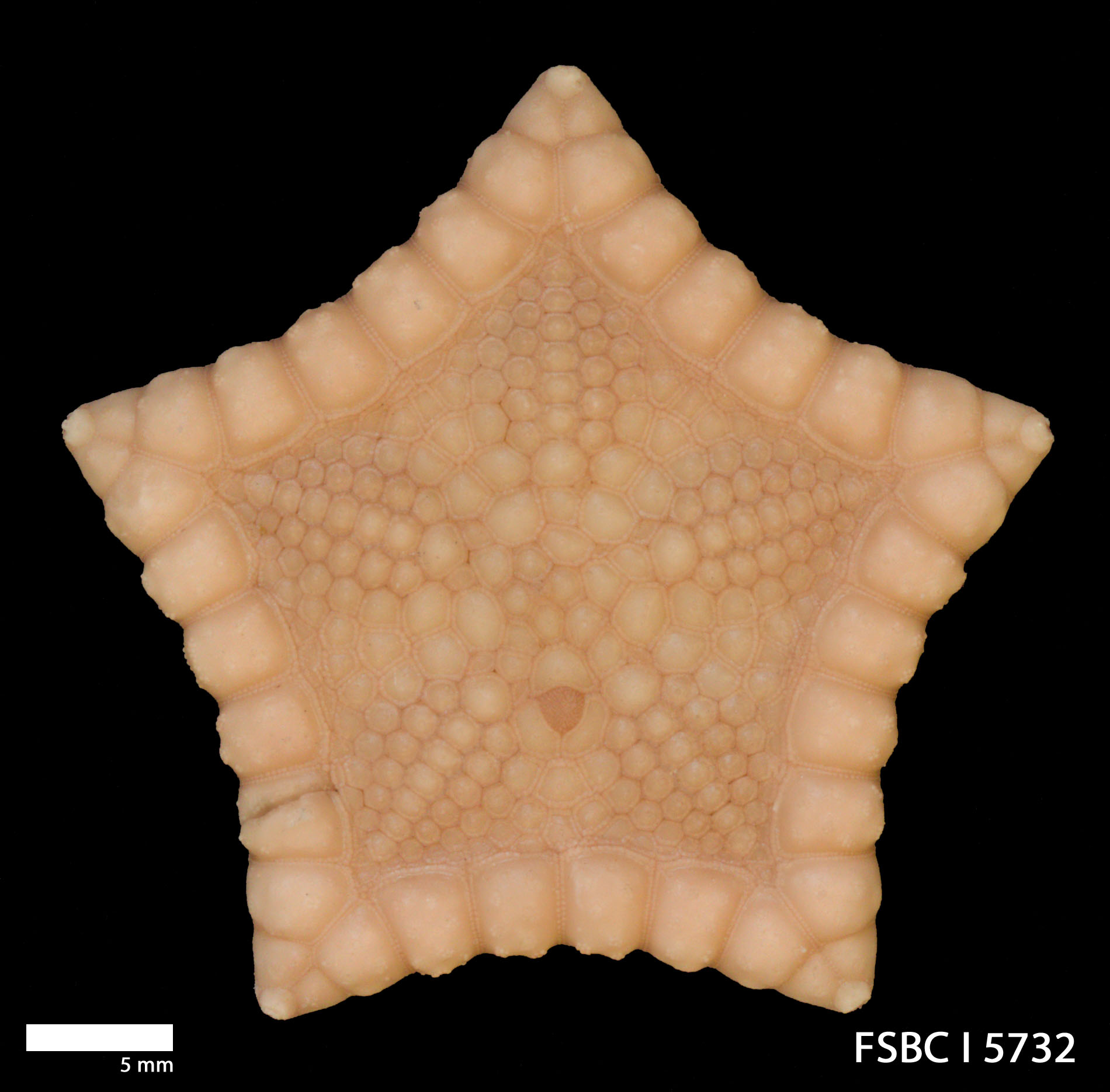
Pawsonaster parvus
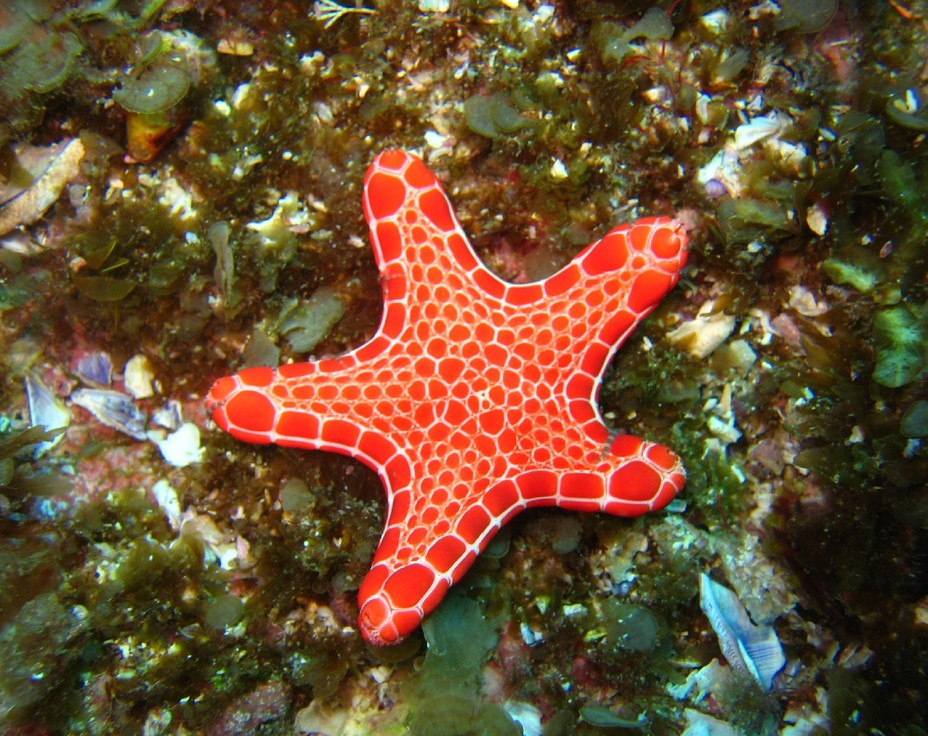
Pentagonaster duebeni
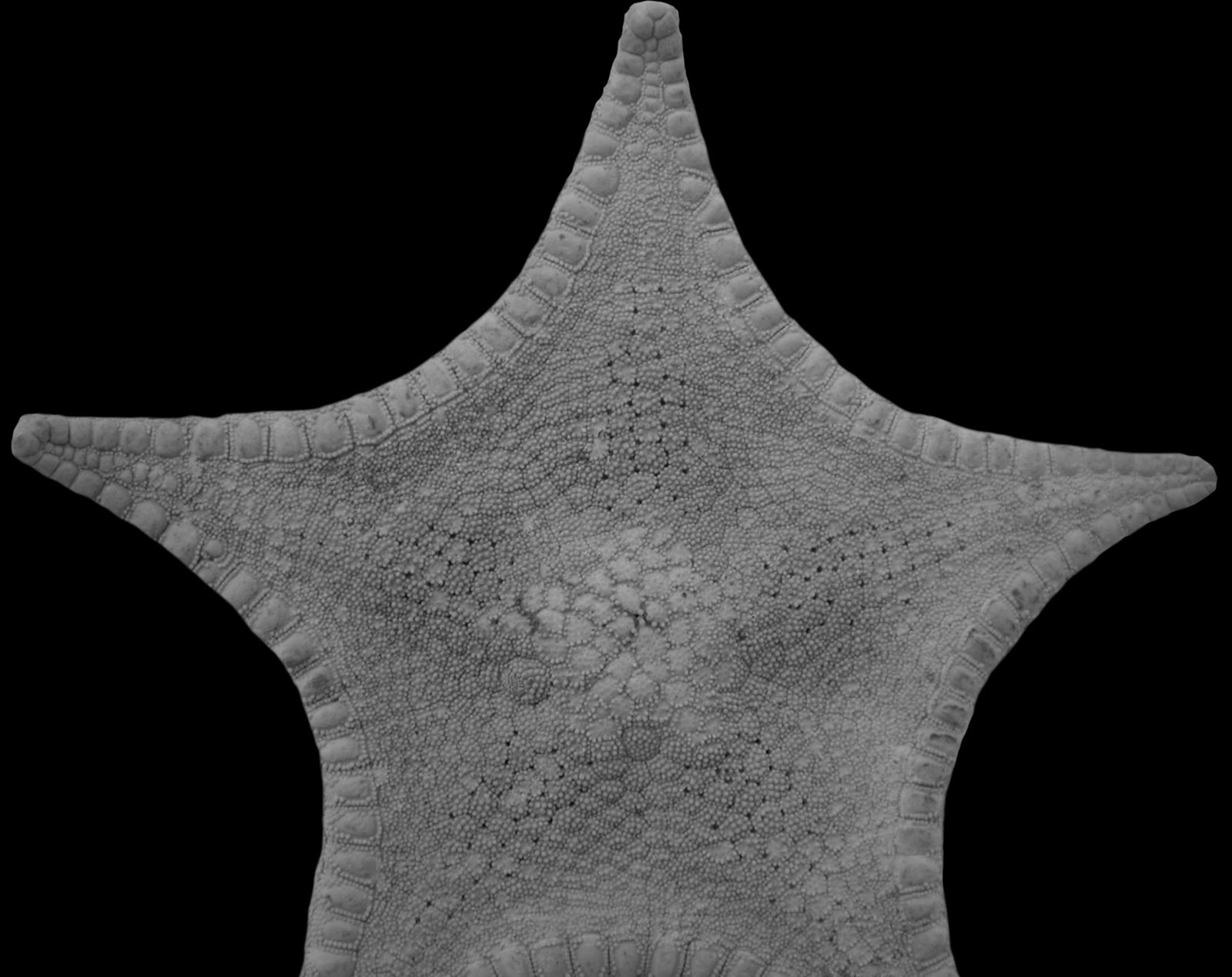
Pillsburiaster calvus
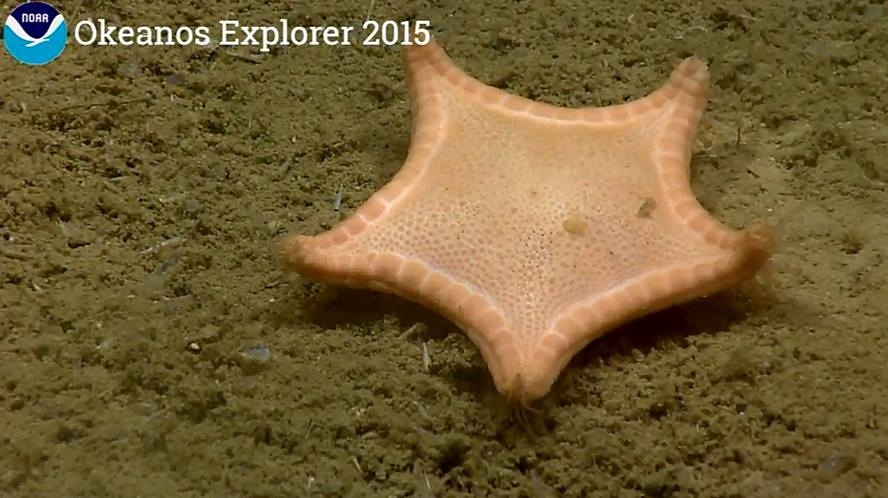
Plinthaster dentatus
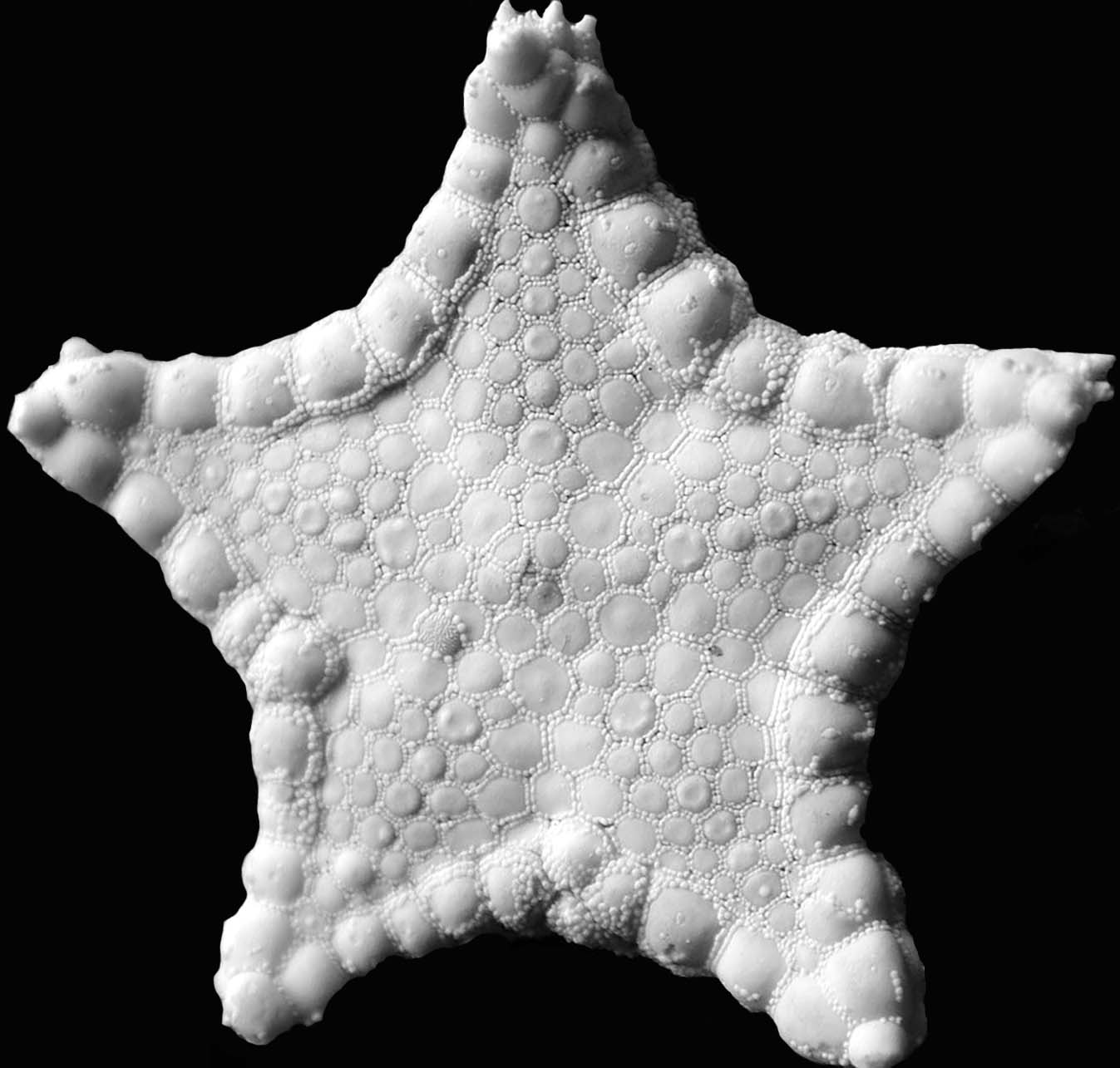
Ryukuaster onnae
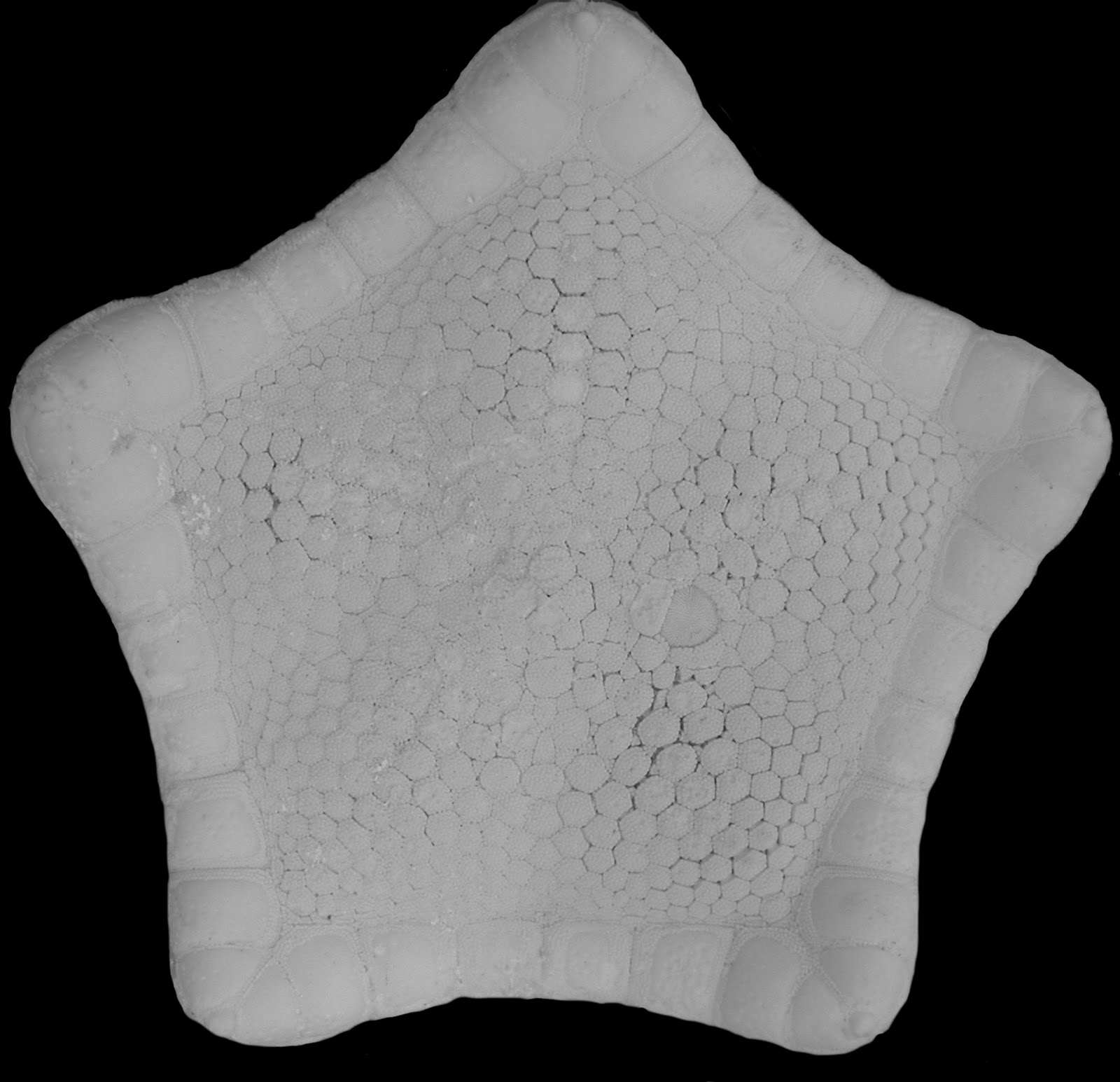
Sphaeriodiscus mirabilis
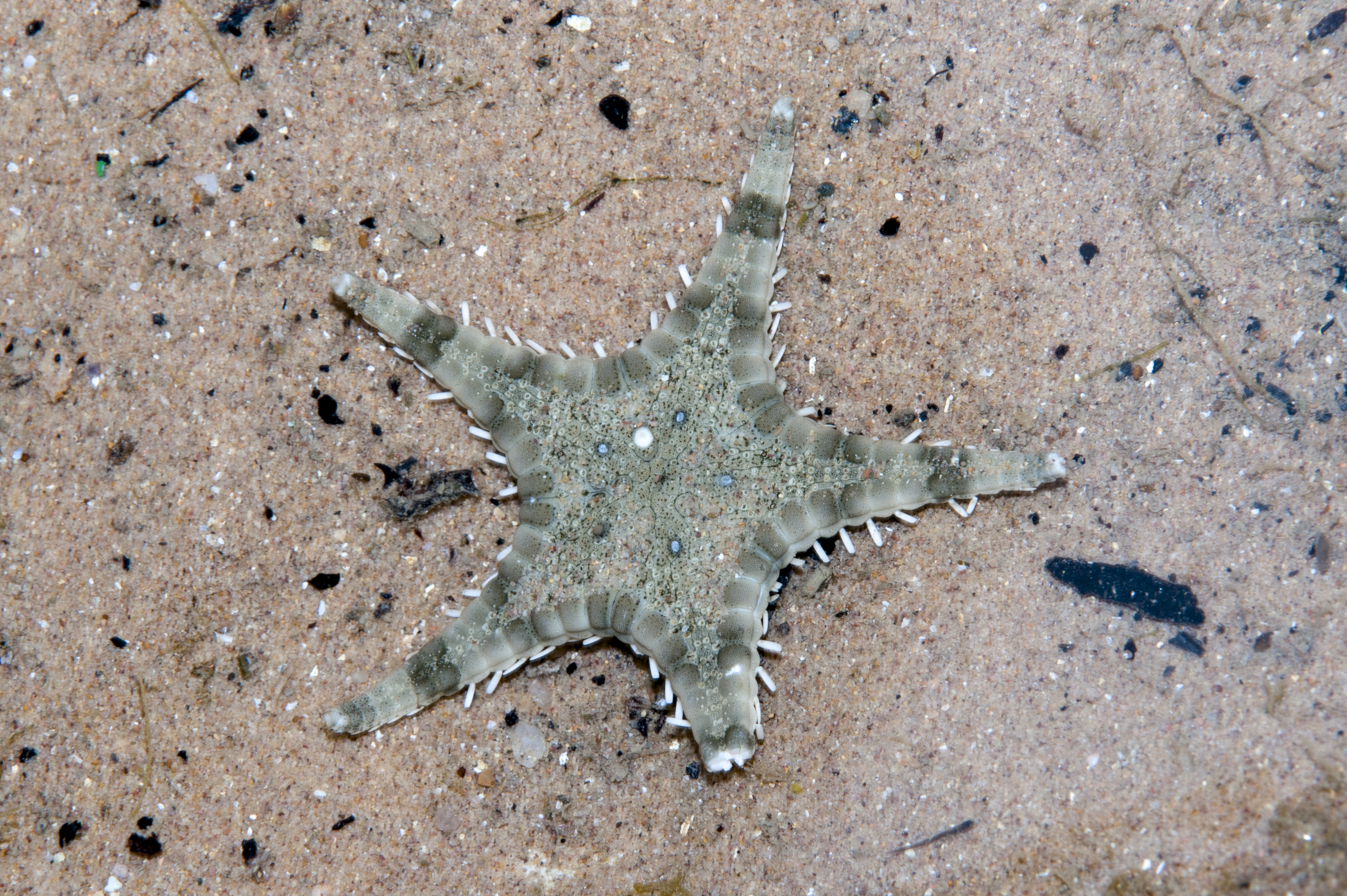
Stellaster equestris
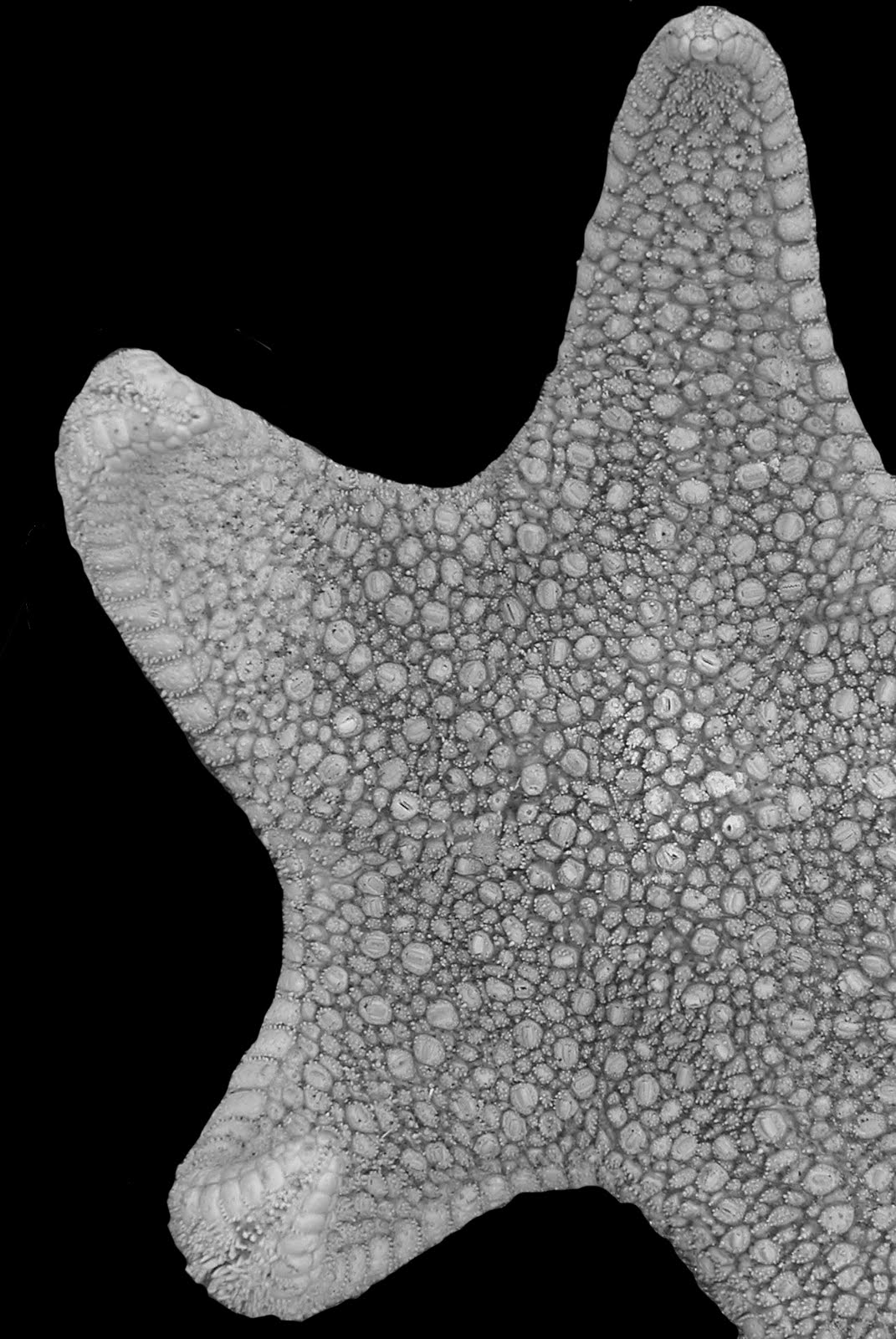
Sthenaster emmae
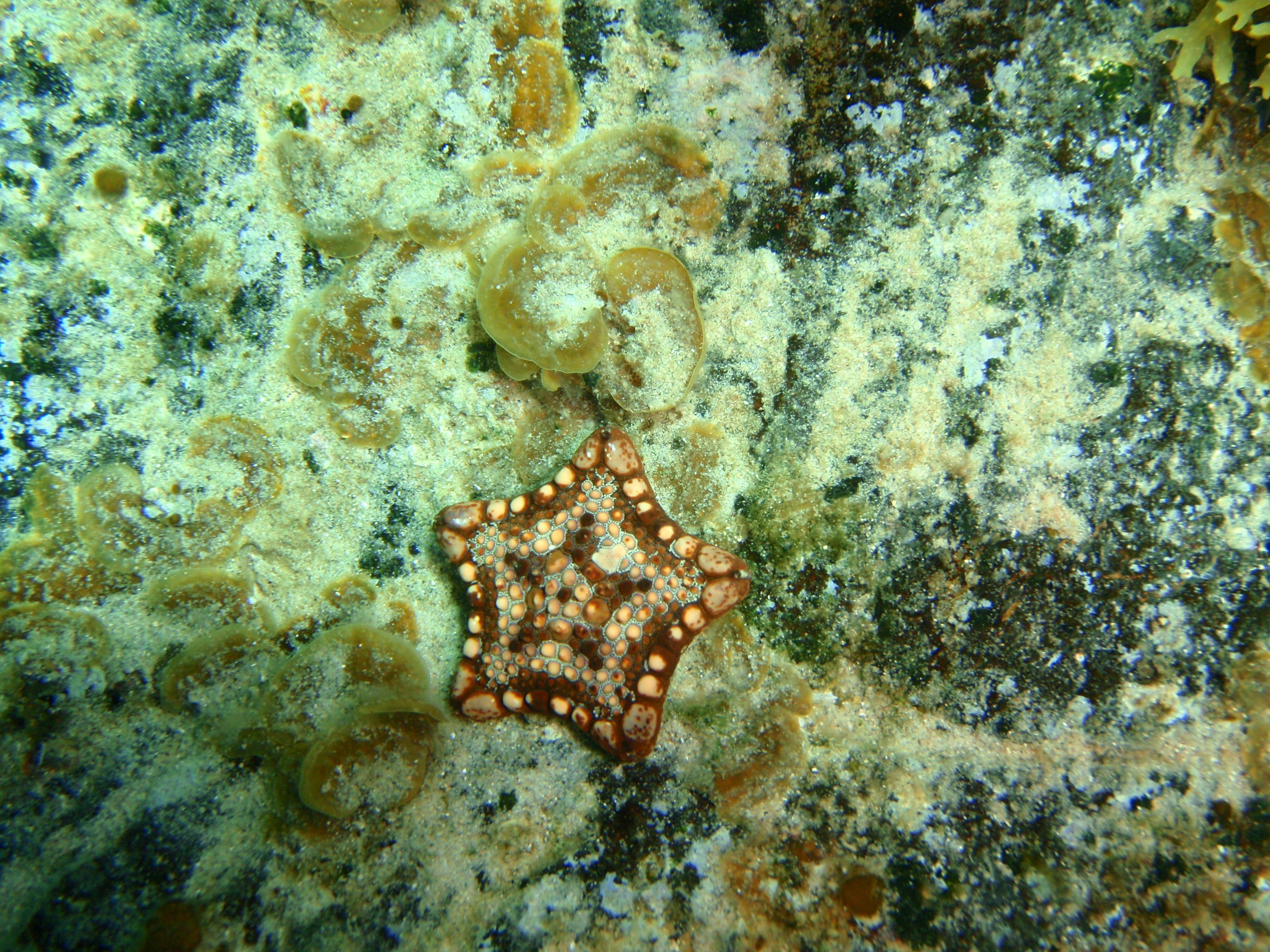
Tosia australis